# Doni durbincs
A doni durbincs (Gymnocephalus acerina) a sugarasúszójú halak (Actinopterygii) osztályának sügéralakúak (Perciformes) rendjébe, ezen belül a sügérfélék (Percidae) családjába tartozó faj.

## Előfordulása
A doni durbincs többnyire a folyók erős sodrású részein él. A hal megtalálható a Fekete-tenger északi felén a Dnyeszter és Dnyeper folyókban és az Azovi-tenger vidékén, a Donban és a Kubány deltájában is.

## Megjelenése
A hal testhossza 12-18 centiméter, legfeljebb 21 centiméter. 50-55 fésűs pikkelye van egy hosszanti sorban, oldalvonala nem teljes. A fej alsó oldalán hosszú, sekély nyálkagödröcskék vannak. Kopoltyúfedői hosszú tüskével rendelkeznek. Az elő-kopoltyúfedők hátulsó pereme fogazott.

## Életmódja
A doni durbincs fenékhal. Tápláléka főleg kicsi talajállatokból áll, mint például férgek, apró rákok, rovarlárvák és puhatestűek, de kis fenékhalakat, halikrát és ivadékot is fogyaszt.

## Szaporodása
Április - májusban ívik.